# 戴維·布倫納
戴維·布倫納（英語：David Brenner，1936年2月4日—2014年3月15日），是一名美国喜剧家、演员和作家。他参加过《今夜秀》和《优皮情圣》。
2014年3月15日，他因癌症死于纽约市，享年78岁。